# Lene Mykjåland
Lene Mykjåland (Kristiansand, 20 de fevereiro de 1987) é uma futebolista norueguesa que atua como atacante.

## Carreira
Lene Mykjåland integrou o elenco da Seleção Norueguesa de Futebol Feminino, nas Olimpíadas de 2008. 